# Soengas
Soengas ist ein Ort und eine ehemalige Gemeinde (Freguesia) im Norden Portugals.
Soengas gehört zum Kreis Vieira do Minho im Distrikt Braga. Die Gemeinde hatte eine Fläche von 2,08 km² und 160 Einwohner (Stand 30. Juni 2011).
Am 29. September 2013 wurden die Gemeinden Soengas und Caniçada zur neuen Gemeinde União das Freguesias de Caniçada e Soengas zusammengeschlossen.